# Oxid hlinečnatý
Oxid hlinečnatý (AlO) je jedním ze tří oxidů hliníku (společně s oxidem hlinným a oxidem hlinitým). Je chemicky nestabilní.
Byl zjištěn v plynech vzniklých po výbuchu hliníkových granátů ve vyšší atmosféře a v absorpčních spektrech některých hvězd. Byl pozorován též ve spektru bolidu Benešov.

## Syntéza
Tvoří se v plynné formě zahřátím oxidu hlinitého na 3260 °C:
2 Al2O3 → 4 AlO + O2